# 歐洲電影獎
歐洲電影獎是歐洲重要的一个電影獎項，於1988年設立，由歐洲電影學會主辦，每年11月公佈入圍名單。
歐洲電影獎總共分成10個不同的獎項，當中最重要的獎項是最佳影片獎。

## 獎項
- 最佳影片
- 最佳導演
- 最佳男主角
- 最佳女主角
- 最佳劇本
- 最佳攝影
- 最佳電影音樂
- 最佳剪接
- 最佳場景
- 最佳非歐洲電影獎（國際視野獎）
- 最佳電影評論
- 最佳紀錄片獎
- 最佳短片獎
- 最佳動畫
- 觀眾票選最佳歐洲電影獎
- 世界電影歐洲成就獎
- 歐洲電影學院終生成就獎

## 外部連結
- Official site （页面存档备份，存于）
- 歐洲電影獎 的互联网电影数据库页面
- the 2007 European Film Awards longlist at european-films.net
- Voting website for the People's Choice Award （页面存档备份，存于）